# Austrotriconodon
Austrotriconodon es un género extinto de mamíferos triconodontos que cuenta con dos especies que compartieron el área de distribución durante el Cretáceo Superior, pues los hallazgos fósiles de ambas proceden de Formación Los Alamitos en la Patagonia argentina y Chilena.
Se trata de un género muy representativo del superorden Triconodonta. En efecto, las tres cúspides molares que definen el clado se hallan en estas especies alineadas y bien desarrolladas, siendo mayor la central.
A pesar de ello, no existen otro tipo de afinidades relevantes con el resto de triconodontos, por lo que se consideran una línea filogenética exclusiva dentro del clado principal. Pero son escasos los datos disponibles para establecer una relación fiable, ya que solo se cuenta con un par de molares de A. mckennai y un premolar de A. sepulvedai.

## Filogenia
El siguiente cladograma está basado en Mikko:
| Austrotriconodontidae† | \| \| Austrotriconodon mckennai † Bonaparte, 1986 Argentina Chile: Patagonia \| \| \| \| \| \| Austrotriconodon sepulvedai † Bonaparte, 1992 Argentina Chile: Patagonia \| \| \| \| |
|                        | \| \| Austrotriconodon mckennai † Bonaparte, 1986 Argentina Chile: Patagonia \| \| \| \| \| \| Austrotriconodon sepulvedai † Bonaparte, 1992 Argentina Chile: Patagonia \| \| \| \| |
|                        | Austrotriconodon mckennai † Bonaparte, 1986 Argentina Chile: Patagonia |
|                        | |
|                        | Austrotriconodon sepulvedai † Bonaparte, 1992 Argentina Chile: Patagonia |
|                        | |

|  | Austrotriconodon mckennai † Bonaparte, 1986 Argentina Chile: Patagonia   |
|  |                                                                          |
|  | Austrotriconodon sepulvedai † Bonaparte, 1992 Argentina Chile: Patagonia |
|  |                                                                          |

| Austrotriconodontidae† | \| \| Austrotriconodon mckennai † Bonaparte, 1986 Argentina Chile: Patagonia \| \| \| \| \| \| Austrotriconodon sepulvedai † Bonaparte, 1992 Argentina Chile: Patagonia \| \| \| \| |
|                        | \| \| Austrotriconodon mckennai † Bonaparte, 1986 Argentina Chile: Patagonia \| \| \| \| \| \| Austrotriconodon sepulvedai † Bonaparte, 1992 Argentina Chile: Patagonia \| \| \| \| |
|                        | Austrotriconodon mckennai † Bonaparte, 1986 Argentina Chile: Patagonia |
|                        | |
|                        | Austrotriconodon sepulvedai † Bonaparte, 1992 Argentina Chile: Patagonia |
|                        | |

|  | Austrotriconodon mckennai † Bonaparte, 1986 Argentina Chile: Patagonia   |
|  |                                                                          |
|  | Austrotriconodon sepulvedai † Bonaparte, 1992 Argentina Chile: Patagonia |
|  |                                                                          |